# 24-та зенітна дивізія (Третій Рейх)
24-та зенітна дивізія (нім. 24. FlaK-Division) — зенітна дивізія Вермахту, що діяла протягом Другої світової війни у складі Повітряних сил Третього Рейху.

## Історія з'єднання
24-та зенітна дивізія сформована в грудні 1943 року шляхом перейменування та розгортання на базі 16-ї зенітної бригади. Дивізія сформована під командуванням оберста Фріца Грісгаммера в районі Люфтгау XVII у Відні з командним пунктом на горі Кобенцль. Грісгаммер залишався командиром дивізії до кінця війни. Сам штаб дивізії відповідав за командування всіма зенітними силами, розгорнутими в цьому районі для керування системою протиповітряної оборони в районі великого Відня. Станом на 1 лютого 1944 року до її складу входили наступні полки:
- 28-й зенітний полк (Віденський Західний район)
- 76-й зенітний полк (Брук-ан-дер-Мур)
- 98-й зенітний полк (Віденський Північний район)
- Особливий зенітний полк (Відень-Південь)
- 184-й зенітний полк «Богемія»

Загальна чисельність 24-ї зенітної дивізії становила 166 важких, 62 середніх і легких батарей, а також дві батареї загороджувальних дирижаблів і 48 прожекторних батарей. Крім того, до складу дивізії входив дивізіон ППО і три роти постановки димових завіс. Це означало, що бойова міць 24-ї зенітної дивізії була майже вдвічі сильнішою, ніж протиповітряна оборона 1-ї зенітної дивізії Берліна в той же час. З 61 важкою батареєю, найбільша частка з яких дислокувалася у самому Відні, а у Вінер-Нойштадті була ще 21 важка батарея. Це означало, що загалом 82 важкі батареї були розподілені в районі великого Відня. Решта батарей були розподілені наступним чином:
- Лінц: 27 важких, 6 середніх/легких і 10 прожекторних батарей,
- Штайр: 14 важких, 3 середніх/легких і 1 рота постановки димових завіс,
- Пльзень: 12 важких, 4 середніх/легких і 8 прожекторних батарей,
- Грац: 7 важких і 3 середніх/легких батарей та
- Моравська Острава: 3 важкі та 3 середні/легкі батареї.

31 березня 1945 року 24-та зенітна дивізія була підпорядкована V зенітному корпусу для підтримки його в наземних боях. До цього дивізія підпорядковувалася генералу зенітної артилерії при Люфтгаукоманді XVII. 3 квітня почалися радянські атаки на Відень, в ході яких батареї 24-ї зенітної дивізії, що були виділені для наземних боїв і фактично мали взяти на себе оборону Відня, були висунуті на передову. Вони були переміщені в район озера Нойзідлер, де були знищені радянськими військами. Двома днями раніше, 1 квітня 1945 року, гармати, розташовані у Вінер-Нойштадті, вже були підірвані. До 14 квітня 1945 року майже всі полки 24-ї зенітної дивізії були знищені або змушені покинути свої позиції. Залишки, які все ж таки вирвалися з оточеного Відня, нещодавно оснащені зенітними гарматами, воювали в останні дні війни у складі 8-ї армії на північ від Дунаю і наприкінці війни потрапили в радянський полон.

## Райони бойових дій
- Австрія (грудень 1943 — травень 1945)

## Командування

### Командири
- генерал-майор Фріц Грісгаммер (23 грудня 1943 — 8 травня 1945)

### Підпорядкованість
| Час        | Корпус       | Командування/Флот              | Штаб   |
| ---------- | ------------ | ------------------------------ | ------ |
| 1943       |              |                                |        |
| грудень    |              | XVII командування Люфтгау      | Відень |
| 1944       |              |                                |        |
| 1 січня    |              | XVII командування Люфтгау      | Відень |
| 1945       |              |                                |        |
| 1 січня    |              | XVII командування Люфтгау      | Відень |
| 31 березня | V корпус ППО | Командування Люфтваффе «Захід» | Відень |

### Склад
| 1 січня 1944             | 1 березня 1944      | 1 липня 1944             | 1 вересня 1944      | 1 жовтня 1944       |
| ------------------------ | ------------------- | ------------------------ | ------------------- | ------------------- |
| 1-й важкий зенітний полк | —                   | —                        | —                   | —                   |
| 6-й важкий зенітний полк | —                   | 6-й важкий зенітний полк | —                   | —                   |
| —                        | 1-й зенітний полк   | —                        | —                   | —                   |
| 28-й зенітний полк       |                     |                          |                     |                     |
| 76-й зенітний полк       | 76-й зенітний полк  | 76-й зенітний полк       | —                   | —                   |
| 88-й зенітний полк       | 88-й зенітний полк  | —                        | —                   | —                   |
| 98-й зенітний полк       | 98-й зенітний полк  | —                        | 98-й зенітний полк  | 98-й зенітний полк  |
| —                        | 102-й зенітний полк | 102-й зенітний полк      | 102-й зенітний полк | 102-й зенітний полк |
| 184-й зенітний полк      | 184-й зенітний полк | 184-й зенітний полк      | —                   | —                   |